# Тлеусай (река)
Тлеусай (каз. Тілеусай) — река в Северо-Казахстанской области Казахстана и Омской области России, впадает в бессточное озеро Теке.
Длина реки — 38 км. Протекает в степях Северо-Казахской равнины. Берёт начало на территории России, в балке в 8,5 км к югу от села Хлебодаровка в Русско-Полянском районе. Течёт по балке на запад-северо-запад. Среднее и нижнее течение проходит в Уалихановском районе Казахстана. Впадает в озеро Теке в юго-восточной его части. В верхней половине река пересыхающая.
Имеются пруды на реке в обеих странах. Единственный населённый пункт на реке — аул Тлеусай на правом берегу в среднем течении.
Российская часть реки с прилегающей территорией является охраняемым природным объектом местного значения (с лета 2018 г.).